# Хенри II (Англия)
Хенри II Плантагенет (на английски: Henry II Plantagenet; на френски: Henri II d'Angleterre) е първият крал на Англия (1154 – 1189) от династията на Плантагенетите. Той е херцог на Нормандия (1150 – 1189), граф на Анжу, Тур и Мен (1151 – 1189),  jure uxoris   херцог на Аквитания (1152 – 1189) и суверен на Ирландия (1171 – 1175).
Хенри II е един от най-могъщите монарси на XII век, владенията на който се простират от Пиренеите до Шотландия.

## Произход и младежки години
Роден е на 5 март 1133 г. в Льо Ман. Той е най-възрастният син на Жофроа V Плантагенет, граф на Анжу и Мен, и Матилда (исторически известна първо като императрица Матилда, след това като кралица Мод), дъщеря на английския крал Хенри I, за която това е втори брак.
Детството си прекарва в двора на своя баща в Анжу. Като първороден син Хенри е наследник на Графство Анжу, Графство Мен и Турен. По майчина линия той може да претендира за престола на Англия и Херцогство Нормандия.

### Борба за английската корона
Хенри I има само две законни деца – Уилям и Матилда (известна и като кралица Мод), майката на Хенри II. Уилям обаче умира при корабокрушение с Белия кораб и след неговата смърт желанието на Хенри е дъщеря му да го наследи. Тя обаче не се възприема добре от английските барони и след смъртта му през 1135 г. престолът е превзет от Стивън от Блоа – племенник на починалия крал. Това слага начало на дълга гражданска война между поддръжниците на крал Стивън и тези на кралица Мод, продължила 19 години. Въпреки че през пролетта на 1141 г. Матилда успява да превземе Лондон, преди да бъде коронясана за кралица на Англия, през есента нейната войска е разбита и властта отново преминава към Стивън. По-успешно се развиват военните действия в Нормандия: войската на Жофроа V през 1142 – 1144 г. превзема голяма част от херцогството, а през 1144 е превзет и град Руан, а Жофроа V е провъзгласен за херцог на Нормандия. В този период Хенри заедно с майка си се намира в Бристол, който е център на територията, контролирана от поддръжниците на Мод в Англия. Там младият принц се запознава с известния английски учен и пътешественик Аделард Батски, който обучава Хенри. През 1144 г. Хенри се връща в Нормандия, където продължава обучението си под ръководството на Гильом Конхези, виден френски философ от онова време.
През 1147 г. младият Хенри отново е изпратен от баща си в Англия начело на неголям отряд от анжуйски и нормандски рицари с цел да активизират борбата срещу крал Стивън. Тази експедиция претърпява неуспех. Няколко месеца по-късно умира Робърт от Глостър, главният поддръжник на кралица Мод в Англия. Войската на младия принц търпи поражения от армията на Стивън при Криклейд и Буртон, и само великодушието на краля позволява на Хенри да избегне катастрофата и да се прибере на континента. През февруари 1148 кралица Мод се отказва окончателно от борбата за трона.
През 1149 г. Хенри предприема нов опит да вземе английската корона. Установява се в Северна Англия и влиза в контакт с най-влиятелните привърженици на майка си – шотландския крал Дейвид I и Ранулф де Жернон, граф на Честър. В Карлайл Хенри е посветен в рицарство от крал Дейвид. Организираната съвместна атака на Йорк се проваля: крал Стивън успява за кратко време да събере значителна армия и да излезе срещу войската на Хенри и Дейвид. Принцът отстъпва в Глостършър, където през цялата есен на 1149 г. се отбранява от непрекъснатите набези на Евстахий IV. Единственият успех на Хенри е неговият поход към Девон и превземането на Бриджпорт. През януари 1150 г. Хенри Плантагенет отново се завръща в Нормандия.

### Брак с Елеонор Аквитанска
На 18 май 1152 г. в Поатие Хенри се жени за Елеонор Аквитанска, единадесет седмици след анулирането на първия ѝ брак с краля на Франция Луи VII. Така Хенри става владетел на обширни територии във Франция. През следващите 13 години Елеонор дарява Хенри с петима синове и три дъщери.

## Деца
От брака си с Елеонор Аквитанска (1122 – 1204) има децата:
- Уилям (1152 – 1156)
- Хенри Младия крал (1155 – 1183), крал на Англия заедно с баща си
- Матилда (1156 – 28 юни 1189), омъжена за Хайнрих Лъв, херцог на Саксония и Бавария
- Ричард I Лъвското сърце (1157 – 1199)
- Джефри II (1158 – 1186)
- Елинор (Алиенора) (1162 – 1214), омъжена за Алфонсо VIII, крал на Кастилия
- Джоана (1165 – 1199), първи мъж — Вилхелм II Добрия, крал на Сицилия, втори мъж – граф Раймунд VI (VIII) Тулузски
- Джон Безземни (1166 – 1216), крал на Англия

От извънбрачна връзка с Розамунд Клифърд († 1176) има децата:
- Джефри (ок. 1159 – 1212), архиепископ Йоркски (1190)
- Уилям Дългия Меч (1161 – 1226), 3-ти граф Солсбъри
- Питър